# Direzione generale per la mondializzazione e le questioni globali
La Direzione generale per la mondializzazione e le questioni globali (DGMO) è una delle nove Direzioni generali del Ministero degli affari esteri e della cooperazione internazionale della Repubblica italiana creata in seguito alla riforma del 2010. 
La struttura si occupa di varie attività e questioni rilevanti nell'attuale contesto internazionale globalizzato che risultano di particolare interesse per l'Italia.
In particolare, nella Direzione confluiscono sia uffici con competenza tematica, principalmente a carattere multilaterale, sia uffici con competenza geografica che ricoprono le aree di Africa, America Latina e Asia.
Le principali questioni di cui si occupa oggi la Direzione Generale per la Mondializzazione e le Questioni Globali erano precedentemente trattate dalla ex-Direzione Generale per le questioni economiche.
In particolare, fra le competenze della Direzione, figurano l'analisi e la gestione:
- dei processi di governance globale;
- delle tematiche economiche in ambito G8/G20;
- della cooperazione economica e finanziaria multilaterale;
- delle problematiche concernenti la proprietà intellettuale;
- delle questioni internazionali in ambito energetico e ambientale.

Dal punto di vista geografico, invece, la Direzione cura le relazioni bilaterali e l'azione diplomatica con i Paesi:
- dell'America centrale e meridionale;
- dell'Africa sub-sahariana;
- dell'Asia centro-meridionale e sud-orientale;
- dell'Estremo Oriente e dell'Oceania.

Il Direttore Generale è attualmente l’ambasciatrice Nicoletta Bombardiere.

## Storia
La Direzione è stata istituita nell'ambito della riforma del Ministero degli Affari Esteri, realizzata attraverso il D.P.R. n. 95 del 10 maggio 2010, volta a riorganizzare la struttura stessa del Ministero, al fine di poter affrontare in maniera strutturata ed efficace le nuove sfide globali. In essa sono confluite le competenze che in passato ricadevano sotto la Direzione per le questioni economiche nonché le questioni territoriali che, prima della riforma del 2010, rientravano nelle Direzioni Americhe, Africa, Asia.

## Struttura
La Direzione Generale è articolata in cinque Direzioni Centrali:
- Direzione Centrale per la cooperazione economica e finanziaria multilaterale;
- Direzione Centrale per i Paesi dell'Africa Sub-sahariana;
- Direzione Centrale per le questioni globali e i processi G8/G20;
- Direzione Centrale per i Paesi dell'America Latina;
- Direzione Centrale per i Paesi dell'Asia e dell'Oceania;

e 13 Uffici afferenti alle diverse Direzioni Centrali:
- Ufficio I - Sviluppo della cooperazione economica e commerciale in ambito multilaterale;
- Ufficio II - Istituzioni finanziarie internazionali, questioni del debito internazionale, sostenibilità economico-finanziaria e finanza innovativa;
- Ufficio III - Protezione della proprietà intellettuale, dei brevetti e del diritto d'autore e lotta alla contraffazione;
- Ufficio IV - Politiche energetiche, di protezione dell'ambiente e per lo sviluppo sostenibile del pianeta;
- Ufficio V - Processi G8 / G20;
- Ufficio VI - Paesi dell'Asia centro-meridionale;
- Ufficio VII - Paesi dell'Asia sud-orientale e dell'Oceania, Antartide;
- Ufficio VIII - Paesi dell'Estremo oriente;
- Ufficio IX - Paesi dell'America centrale e Caraibi;
- Ufficio X - Paesi dell'America meridionale;
- Ufficio XI - Paesi dell'Africa orientale e Corno d'Africa;
- Ufficio XII - Paesi dell'Africa occidentale, dell'Africa centrale e della regione dei Grandi Laghi;
- Ufficio XIII - Paesi dell'Africa australe.